# Nyanzapithecus
Nyanzapithecus es un género extinto de primate catarrino perteneciente a la familia Proconsulidae que vivió durante el Mioceno entre hace 18,5 y 13 millones de años. Se han encontrado tres especies fósiles: N. vancouveringorum, N. pickfordi y N. harrisoni.